# Brandy Melville

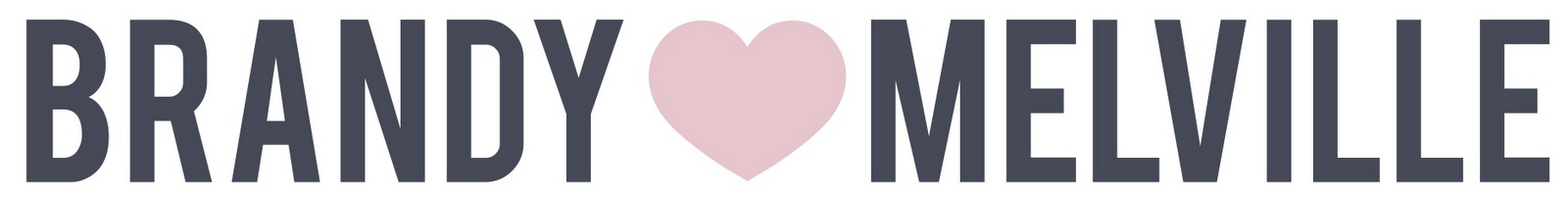
Logotip de Brandy Melville

Brandy Melville és una marca de moda femenina italiana. Va ser creada l'any 1970 per Silvio Marsan i el seu fill Stephan Marsan a Itàlia. La primera botiga es va obrir a Roma al mateix any de la seva fundació. Aquesta marca va dirigida al públic juvenil, a noies de 12 a 20 anys. Ofereix diversos articles de moda: roba, cinturons, bisuteria, bosses de mà i mitjons. Actualment té 97 botigues a tot el món, en països com els Estats Units, Canadà, Espanya, Portugal, França, Itàlia, Regne Unit, Suïssa, Països Baixos, Noruega, Bèlgica, Alemanya, Àustria, Indonesia, Xina o Austràlia i també té la seva pàgina web on es poden comprar per internet tots els seus articles.

## Història
Brandy Melville va ser creada per Silvio Marsan i el seu fill Stephan Marsan l'any 1970 a Roma, Itàlia. El Silvio ja feia trenta anys que treballava en el món del disseny de moda. Havia treballat a diverses empreses i amb diferents dissenyadors italians, però mai havia tingut gaire èxit. Al 1970, amb l'ajut del seu fill, va crear una nova marca de roba per a noies joves, la qual ha tingut molt d'èxit entre les adolescents d'arreu del món.
El nom de la marca i el logotip estan inspirats en una llegenda sobre dos nois. Tracta sobre una noia americana que es deia Brandy i un noi anglès que es deia Melville que es van conèixer a Roma i es van enamorar.

## Productes

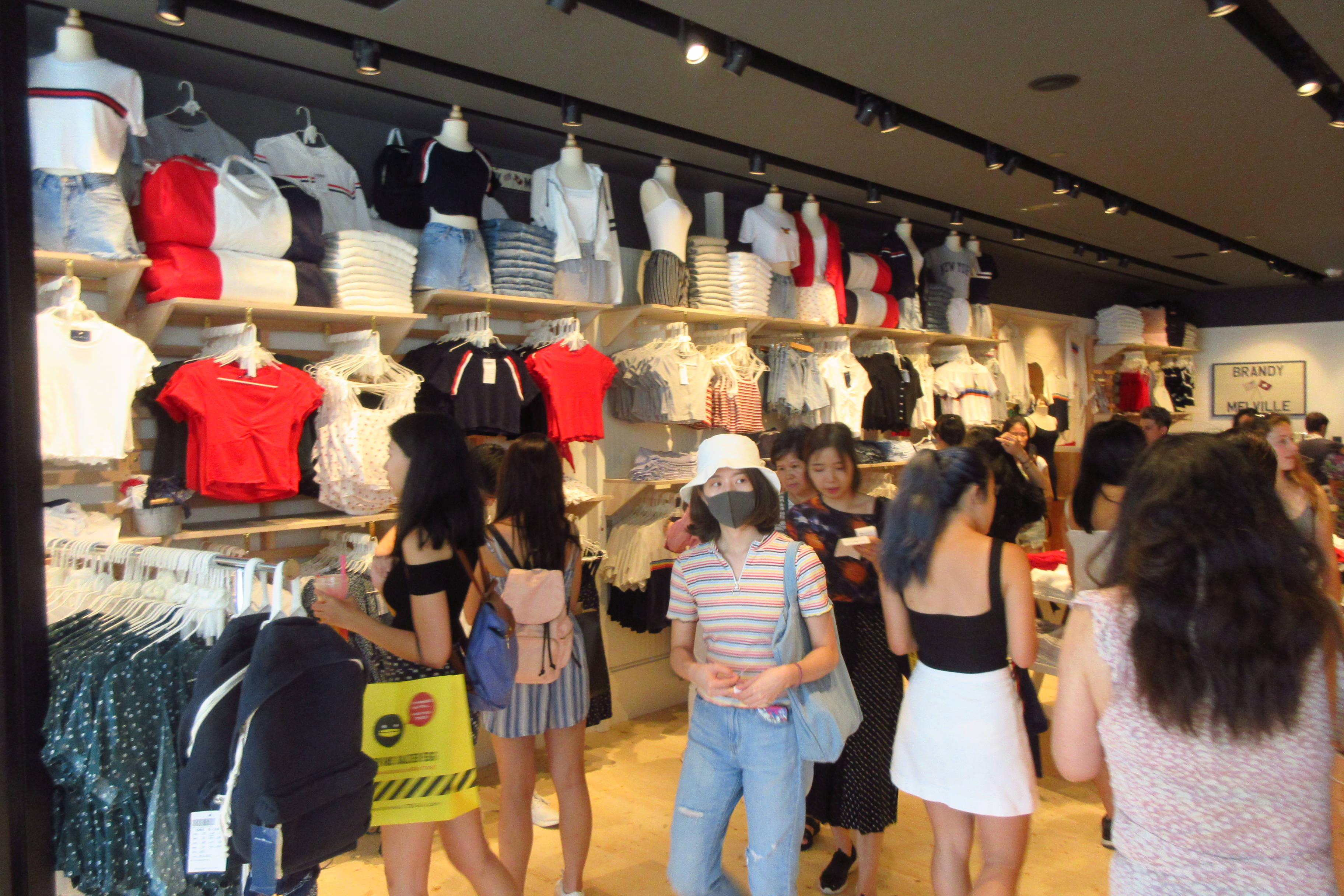
Botiga de Brandy Melville a Hong Kong

Brandy Melville és una marca de moda que ofereix diferents productes. Principalment són peces de roba, però també hi podem trobar accessoris de moda.
La marca s'ha basat en l'estil de vida californià i les seves peces sovint tenen un caire americà. En les samarretes o dessuadores normalment hi apareixen lemes, frases, imatges o il·lustracions. També apareixen patrons de quadres, ratlles i estampats de flors o d'animals. Té un estil informal i casual i les seves peces són bàsiques i senzilles. Sempre intenta marcar tendència i crear un estil únic que s'identifica amb la marca. Està enfocada per la vida diària de les noies joves i adolescents. El seu preu és assequible, ja que podem trobar peces de roba des de 12 euros fins a 60 euros les peces més cares.

### Roba
En aquesta botiga trobem molts articles de roba. Per començar, trobem samarretes de tirants, màniga curta, màniga llarga i pols. A més a més hi han dessuadores, jerseis, armilles i jaquetes. També hi han vestits, els quals sovint tenen estampats florals, de llunes o llisos. A més a més trobem pantalons curts i llargs, texans, pantalons de xandall i faldilles.

### Accessoris
En l'apartat d'accessoris hi podem comprar bisuteria com collarets, braçalets, arecades o anells dorats i platejats. També hi han accessoris pel cabell: gomes pel cabell, clips i diademes. Així mateix hi trobem bosses de mà, motxilles, moneders i bosses de roba. Finalment també podem comprar mitjons i cinturons.

## Talles
Una de les característiques del Brandy Melville, és que la gran majoria dels seus productes (excepte alguns pantalons i faldilles) són de talla única. Aquesta talla única, equival a una XS-S i a una 34 de pantalons. Això, ha provocat molta polèmica, ja que aquesta roba, no la pot portar tothom. Condiciona el tipus de cos que necessites per portar la seva roba, ja que persones amb talles grans no els va bé la roba d'aquesta botigua i llavors.
El lema d'aquesta marca és "one size fits all" que traduït al català significa "una talla val per tothom". Després de totes les crítiques, aquest lema ha desaparegut, i tot i que la majoria de la seva roba segueix tenint tan sols una talla, hi ha pantalons en els quals si pots escollir entre una S, M o L (tot i que equivalen a mides més petites que a altres botigues.

## Botigues
Actualment aquesta marca té 97 botigues a tot el món.
| País          | Nombre de botigues |
| ------------- | ------------------ |
| Indonèsia     | 1                  |
| Hong Kong     | 1                  |
| Austràlia     | 1                  |
| Canadà        | 6                  |
| Suïssa        | 15                 |
| Països Baixos | 2                  |
| Bèlgica       | 1                  |
| Espanya       | 6                  |
| Alemanya      | 5                  |
| Itàlia        | 12                 |
| Portugal      | 2                  |
| França        | 3                  |
| Noruega       | 1                  |
| Àustria       | 1                  |
| Regne Unit    | 4                  |
| Estats Units  | 36                 |

## Màrketing i publicitat
Brandy Melville no utilitza tècniques tradicionals de publicitat. Mai ha fet anuncis, campanyes o cartells publicitaris. Ha apostat més per les xarxes socials, avui en dia té 3,7 milions de seguidors a Instagram. Utilitza aquesta plataforma per publicitar la seva marca a través de fotografies de noies portant la seva roba. També fa col·laboracions amb personatges públics i "influencers" perquè pengin fotografies portant la seva roba a les xarxes socials.